# رفراف مالوكو القزم
رفراف مالوكو القزم (الاسم العلمي Ceyx lepidus)، نوع طير من مخيط الماء وفصيلة رفراف النهر. موطنه جزر الملوك.